# Smoke on the Water
"Smoke on the Water" é uma canção da banda britânica de rock Deep Purple. Foi lançada pela primeira vez no seu álbum Machine Head, de 1972. A música é famosa por ter um dos riffs de guitarra mais conhecidos e tocados da história do rock.
A canção ficou em  11º lugar na lista "100 Maiores Canções de Hard Rock" do canal  VH1.

## História
A letra da canção fala de uma história verídica: em 4 de dezembro de 1971, o Deep Purple chegou em Montreux, na Suíça, para gravar um álbum usando um estúdio de gravação móvel (alugado dos Rolling Stones, e conhecido como Rolling Stones Mobile Studio, chamado de "Rolling truck Stones thing" e "the mobile" na letra da música) no complexo de entretenimento que fazia parte do Cassino de Montreux (chamado de "the gambling house", "casa de apostas", na letra). Na véspera da sessão de gravação um show de Frank Zappa e The Mothers of Invention foi realizado no teatro do cassino e, durante o show, um incêndio se iniciou; no meio do solo de sintetizador de "King Kong", alguém na plateia disparou um sinalizador (flare gun) no teto de ratã, incendiando-o (o que é mencionado no verso "some stupid with a flare gun", "um idiota com um sinalizador"). O incêndio destruiu todo o complexo do cassino, juntamente com todo o equipamento do Mothers. A "fumaça na água" que se tornou o título da canção (creditado ao baixista Roger Glover) referia-se à fumaça vinda do fogo, que se espalhou pelo lago de Genebra (também conhecido como lago Léman) a partir do cassino em chamas, enquanto os membros da banda o assistiam de seu hotel, do outro lado do lago. O "Funky Claude" que, segundo a letra, "entrava e saía correndo" (running in and out) é Claude Nobs, diretor do Festival de Jazz de Montreux, que ajudou parte da plateia a fugir das chamas.
Vendo-se com uma unidade móvel de gravação caríssima, porém sem lugar algum para usá-la, a banda foi obrigada a percorrer a cidade, em busca de um lugar para se instalar. Um local promissor, encontrado por Nobs, era um teatro local chamado The Pavillion - porém assim que a banda descarregou e começou a trabalhar, os vizinhos se incomodaram com o barulho; a banda pôde apenas gravar as faixas de fundo para uma canção (baseada no célebre riff de Ritchie Blackmore, e chamada temporariamente de Title n.º1, "Título n.º 1"), antes que a polícia local interrompesse a sessão.
Após cerca de uma semana de procura, a banda finalmente alugou o Grand Hotel de Montreux, praticamente vazio, e converteu alguns de seus corredores e escadas num improvisado estúdio de gravação, onde gravaram a maior parte das faixas daquele que viria a ser o seu álbum mais bem-sucedido comercialmente, Machine Head, incluindo a maior parte da própria "Smoke on the Water" (embora a letra tenha sido composta posteriormente).
Em 1973 o vocalista Ian Gillan e o baixista Roger Glover abandonaram a banda, e foram substituídos por David Coverdale e Glenn Hughes, que dividiam os vocais. Quando interpretavam a canção, Coverdale cantava a primeira estrofe, Hughes a segunda, e ambos cantavam em harmonia a terceira estrofe e o refrão, alterando, no entanto, a letra do terceiro verso para a do primeiro.
Quando Steve Morse entrou na banda, tornou-se uma tradição que ele tocasse o seu solo de guitarra antes desta música, nas exibições ao vivo. Este solo consistia de um medley de solos, licks e riffs de diversos clássicos do rock, interligados por algumas frases em tapping.

## Composição
Esta canção é conhecida e pode ser reconhecida instantaneamente pelo seu tema central, uma melodia de quatro notas, numa escala de blues harmonizada em quartas paralelas. O riff, tocado numa guitarra Gibson, por Ritchie Blackmore, ao qual primeiro se juntam o chimbau e um órgão distorcido, é então acompanhado pelo baixo, numa célebre linha pulsante de apenas uma nota, antes da entrada da bateria completa e do vocal de Ian Gillan:
| “ | We all came out to Montreux, on the Lake Geneva shoreline To make records with a mobile, we didn't have much time | ” |

Jon Lord duplicou a parte da guitarra num órgão Hammond B3, tocado através de um amplificador Marshall distorcido, criando um efeito muito similar à guitarra. Ritchie Blackmore usou dois dedos (e não uma palheta) para praticamente "beliscar" os pares de notas dos acordes, de maneira que eles fossem tocados de maneira exatamente simultânea, para sincronizar-se melhor ao órgão. "Smoke on the Water" é a única canção no álbum Machine Head que não foi tocada em sua célebre Fender Stratocaster.[carece de fontes?] Blackmore citou como motivo o fato de que o riff era mais difícil de tocar desta maneira nela do que na Gibson.
A ordem da canção é introdução (riff)- estrofe - refrão - riff - estrofe - refrão  - riff - solo - riff - estrofe - refrão - riff - solo. O primeiro solo é executado na guitarra, por Blackmore, enquanto o segundo e último e tocado no órgão por Lord até o fadeout.

### Plagio?
Em um vídeo postado em 2019 em seu canal, de uma série chamada "Aposto Que Você Não Sabe", o critico musical Regis Tadeu falou sobre um suposto  plágio nessa música. Segundo ele: "Nem a "Smoke on the Water" escapou de ser um plágio, e acreditem, o riff é plagiado de uma música do compositor brasileiro Carlinhos Lyra, uma música chamada "Maria Moita", de 1964(...) o Ritchie Blackmore andou dando umas entrevistas no passado dizendo que ele tinha pego uma ideia, o riff de "Smoke on the Water" ele tinha pego da 'Quinta Sinfonia de Beethovem', só que um trecho com as notas invertidas. Cascata! Ele pegou o riff da música do Carlinhos Lyra, você vai ficar espantado com a semelhança!".

## Recepção
"Smoke on the Water" saiu no álbum Machine Head, do início de 1972, porém não foi lançada como single até um ano depois, em maio de 1973. Os membros da banda disseram que não esperavam que a canção fosse um sucesso, porém o single chegou à quarta posição da parada de pop da revista americana Billboard, durante o verão daquele ano, à segunda posição da revista canadense RPM, e levou o álbum ao Top 10. Performances ao vivo da canção, que contavam com longas interações entre a guitarra de Blackmore e o órgão Hammond de Jon Lord, tornaram-se um ponto central dos shows da banda, e uma versão de "Smoke on the Water" do álbum ao vivo Made in Japan tornou-se também um sucesso naquele ano.
Os principais compositores da canção a incluíram em seus repertórios durante as carreiras solo que iniciaram, com o fim da banda; Ian Gillan, em especial, executava uma versão influenciada pelo jazz em seus espetáculos, influenciada pelo guitarrista de sua banda, Bernie Torme. A canção também era tocada pela banda de Ritchie Blackmore pós-Deep Purple, o Rainbow, durante suas turnês de 1981 a 1983, e durante a breve reunião da banda, no meio da década de 1990. Durante o período em que Ian Gillan fez parte do Black Sabbath, em 1983, "Smoke on the Water" era executada como peça fixa do repertório, especialmente como bis; até hoje é uma das poucas covers que o Black Sabbath já tocou ao vivo.
A canção é muito popular entre guitarristas iniciantes, embora o próprio Blackmore já tenha demonstrado que a maiora dos que a tocam o fazem de maneira equivocada. Embora o riff foi tocado usando "somente quartas", como especificado por Blackmore (ou double stops), uma variação com power chords não é difícil de ser executada, e é a maneira em que a maioria dos iniciantes a toca. O falecido guitarrista do Pantera, Dimebag Darrell Abbott, por exemplo, teria afirmado a seu irmão, o baterista Vinnie Paul Abbott, que "Smoke on the Water" foi a primeira canção que ele aprendeu na guitarra, e a primeira que ambos tocaram juntos.

## O melhor riff da história do rock?
Em abril de 2008, os alunos da London Tech Music School, uma das mais conceituadas escolas de música da Grã-Bretanha e de onde saíram integrantes de bandas como o Radiohead, The Kinks e The Cure, elegeram a música como o melhor riff de todos os tempos na história do rock, no entanto tal decisão não é nem unânime nem consensual, já que em 2004, numa sondagem feita pela BBC News, ficou em quarto lugar e mais recentemente, em 2009, numa sondagem feita pelo jornal inglês The Sun aparece na nona posição.

## Desempenho nas paradas
| Tabela musical                        | Posição mais alta |
| ------------------------------------- | ----------------- |
| Canadá (RPM Top Singles)              | 2                 |
| Estados Unidos (Billboard Hot 100)    | 4                 |
| Estados Unidos (US Cash Box Top 100)  | 3                 |
| África do Sul (South African Charts)  | 7                 |
| Áustria (Austrian Singles Chart)      | 11                |
| Países Baixos (Dutch Top 40)          | 11                |
| Alemanha (GfK Entertainment Charts)   | 21                |
| Reino Unido (Official Charts Company) | 21                |
| Bélgica (Ultratop 50 Singles)         | 27                |
| Austrália (Kent Music Report)         | 54                |